# Dzień świetlny
Dzień świetlny to odległość, którą przebywa światło w ciągu jednej doby w próżni i wynosi 25 902 068 371 200 metrów, czyli około 26 Tm.
Obłok Oorta, na przykład, rozciąga się od około 290 do 580 dni świetlnych od Słońca. Planety są oddalone od Słońca mniej niż o 1 dzień świetlny.